# Rikard Jermsten
Rikard Jermsten, född 16 april 1969, är en svensk jurist och ämbetsman. Han är generaldirektör för Ekobrottsmyndigheten sedan 2024.

## Biografi
Jermsten avlade juristexamen (LL.M.) vid Stockholms universitet 1997, då 28 år gammal.
Han var assessor vid Kammarrätten i Stockholm åren 1999–2004. Han arbetade som rättssakkunnig och kansliråd i Justitiedepartementet åren 2004–2009 och var departementsråd i Finansdepartementet åren 2009–2010 och expeditions- och rättschef i samma departement åren 2010–2017. Han blev kammarrättslagman vid Kammarrätten i Stockholm 2017. Jermsten utsågs i juni 2017 till generaldirektör och chef för Konkurrensverket på ett förordnande från juni 2017 till juni 2023.
Regeringen utsåg i juni 2024 Jermsten till generaldirektör och chef för Ekobrottsmyndigheten från och med 1 oktober 2024, med ett förordnande på sex år.